# In the Bedroom, I Confess
In the Bedroom, I Confess, è un EP collaborativo tra i rapper statunitensi Lil Peep e OmenXIII, pubblicato il 17 ottobre 2015.

## Antefatti
OmenXIII ha eliminato l'EP a causa del frequente utilizzo della parola con la N, mai più utilizzata nelle successive canzoni.

## Tracce
1. Ride – 3:59 (testo: Gustav Åhr, OmenXIII – musica: Yung Cortex)
2. Boba On The Rocks – 2:58 (testo: Gustav Åhr, OmenXIII, Jason Yates, Keith Mitchell, David Roback, William Cooper – musica: Willie G)
3. Blacked Out – 1:55 (testo: Gustav Åhr, OmenXIII – musica: Mysticphonk)
4. Swamp Theme – 2:16 (testo: Gustav Åhr, OmenXIII – musica: Mysticphonk)
5. We'll Be Fine – 2:24 (testo: Gustav Åhr, OmenXIII – musica: Mysticphonk)

## Formazione

### Musicisti
- Lil Peep – voce, testi
- OmenXIII – voce, testi

#### Altri musicisti
- Jason Yates – tastiera
- Keith Mitchell – batteria
- David Roback – chitarra
- William Cooper – basso

### Produzione
- Yung Cortex – produzione
- Willie G – produzione
- Mysticphonk – produzione